# 宣恵王 (箕子朝鮮)
宣恵王（せんけいおう、または索、? - 紀元前896年）は、第10代箕子朝鮮王。王在位期間は、紀元前925年 - 紀元前896年。諡は宣恵王。諱は索。王位は誼襄王（師）が継承。